# Canon van Friesland
De Canon van Friesland (Fries: Kanon fan de Fryske skiednis) is een lijst van 41 (11 en 30) onderwerpen met daarin de belangrijke gebeurtenissen in de geschiedenis van Friesland.
De canon van Friesland is een provinciaal vervolg op de Canon van Nederland in navolging van de Canon van Groningen.
De canon werd in opdracht van de Provincie Friesland door een onafhankelijke commissie ontwikkeld en stond onder eindredactie van Goffe Jensma.
Op 11 november 2008 werd de canon gepresenteerd. Jannewietske de Vries, gedeputeerde van de provincie Friesland, kreeg de canon in boekvorm aangeboden. Daarna werd de website 11en30.nu gelanceerd. Deze werd geproduceerd door Tresoar en Omrop Fryslân. Deze onderwerpen uit de Friese geschiedenis zijn een hulpmiddel voor het onderwijs in Friesland.

## Lijst van thema's
Hieronder een lijst van thema's uit de Canon van Friesland en daarmee corresponderende wikipedia-pagina's. De informatie van de Canon is actueel. Dat geldt helaas niet altijd voor de pagina's op wikipedia.
|    | Onderwerp                                     | Omschrijving                                                                                                 | Tijdvak                          | Afbeelding                                                                |  |
| -- | --------------------------------------------- | --- | -------------------------------- | ------------------------------------------------------------------------- |  |
| 1  | De Koe                                        | De komst van boeren en koeien Us Mem                                                                         | ca. 3400 v. Chr.                 | Us Mem                                                                    |  |
| 2  | De Hludana-steen                              | In contact met de Romeinen Schrijfplankje van Tolsum                                                         | 12 v.Chr. tot 400                | Hludana steen (Fries Museum)                                              |  |
| 3  | Hogebeintum                                   | Friesland in de terpentijd                                                                                   | Ca. 600 v. Chr. tot 1000 n. Chr. | Terp van Hogebeintum                                                      |  |
| 4  | Schippers en kooplieden                       | De bloeitijd van de handel Dorestad, Noormannen Muntschat Tzummarum                                          | 450-1200                         | Muntschat Tzummarum                                                       |  |
| 5  | Radboud en Bonifatius                         | Een heidense koning en een christelijke martelaar                                                            | 689-754                          | Bonifatius                                                                |  |
| 6  | Friesland als kloosterland                    | De glorie van de kloosters                                                                                   | 1100-1580                        | De schiere monnik                                                         |  |
| 7  | De Friese Vrijheid                            | Liever dood dan slaaf! Slag bij Warns, Schieringers en Vetkopers                                             | 1250-1498                        | Monument Warns                                                            |  |
| 8  | Het Oudfriese recht                           | Van Lex Frisionum tot Oude Druk                                                                              | 800-1504                         | Oude Druk                                                                 |  |
| 9  | Edzard I van Oost-Friesland (Edzard Cirksena) | Bouwer van een Friese staat                                                                                  | 1462-1528                        | Edzard Cirksena                                                           |  |
| 10 | Grote Pier                                    | Vrijheidsheld of barbaar?                                                                                    | 1480-1520                        | Grote Pier                                                                |  |
| 11 | De Aytta's                                    | Friezen in vorstendienst                                                                                     | 1499-1577                        | Viglius van Aytta                                                         |  |
| 12 | Menno Simons                                  | De doperse Reformatie in Friesland                                                                           | 1496-1561                        | Menno Simons                                                              |  |
| 13 | Water                                         | Zoet en zout, vriend en vijand. Admiraliteit van Friesland, skûtsjesilen                                     | 600 v. Chr. - nu                 | Skûtsjesilen Earnewâld                                                    |  |
| 14 | De calculerende boer                          | Het rekenboek van Rienck Hemmema                                                                             | 1569-1573                        | Rekenboek van Rienck Hemmema                                              |  |
| 15 | De Universiteit van Franeker                  | Transformatorhuisje van geleerdheid                                                                          | 1585-1843                        | Universiteit van Franeker                                                 |  |
| 16 | Gysbert Japicx                                | Sljocht en rjocht (gewoon en rechtdoorzee)                                                                   | 1603-1666                        | Gysbert Japicx                                                            |  |
| 17 | Anna Maria van Schurman                       | Geleerd en gelovig                                                                                           | 1607-1678                        | Anna Maria van Schurman                                                   |  |
| 18 | Sicco van Goslinga                            | Edelman, regent, diplomaat                                                                                   | 1661-1731                        | Sicco van Goslinga                                                        |  |
| 19 | Maria Louise van Hessen-Kassel                | De Nassaus in Friesland                                                                                      | 1688-1765                        | Maria Louise van Hessen-Kassel                                            |  |
| 20 | Eise Eisinga                                  | Wonen in een planetarium                                                                                     | 1744-1828                        | Eise Eisinga                                                              |  |
| 21 | Van republiek tot eenheidsstaat               | Gewezen vrije Friezen Vierde Engels-Nederlandse Oorlog, Patriotten Kollumer Oproer, Franse tijd in Nederland | 1780-1813                        | Exercitiegenootschap van Sneek (Fries Scheepvaart Museum)                 |  |
| 22 | Joost Hiddes Halbertsma                       | 'Mister Fryslân'                                                                                             | 1789-1869                        | Joost Hiddes Halbertsma                                                   |  |
| 23 | Het Oera Linda-boek                           | Het gemystificeerde Friesland                                                                                | 1867                             | Oera Linda                                                                |  |
| 24 | Domela en Piter Jelles                        | Armoede en charisma                                                                                          | 1880-1900                        | Piter Jelles                                                              |  |
| 25 | Naar het ‘lân fan dream en winsken’           | Emigratie naar de Verenigde Staten. Landbouwcrisis van 1880                                                  | 1845-1914                        | Vrijheidsbeeld (New York)                                                 |  |
| 26 | Margaretha Geertruida Zelle                   | Mata Hari | 1876-1917                        | Mata Hari                                                                 |  |
| 27 | Het gouden oorijzer                           | Materiële cultuur en Friese identiteit                                                                       | 1840-1900                        | gouden oorijzer                                                           |  |
| 28 | Boter                                         | De Friese AEX-index. Zuivelfabriek Freia                                                                     | 0-nu                             | Zuivelfabriek Freia                                                       |  |
| 29 | Douwe Kalma                                   | Friesland en de wereld                                                                                       | 1896-1953                        |                                                                           |  |
| 30 | De Afsluitdijk                                | Friesland verbonden met Holland                                                                              | 1932                             | De Afsluitdijk                                                            |  |
| 31 | Titus Brandsma                                | Een Roomse Fries                                                                                             | 1881-1942                        | Titus Brandsma                                                            |  |
| 32 | De melkstaking                                | Staken was nog nooit zo gevaarlijk                                                                           | 1943                             | Monument ter herinnering aan de melkstaking van April Mei 1943 in Suameer |  |
| 33 | Abe Lenstra                                   | Een Friese sportheld                                                                                         | 1920-1985                        | Abe Lenstra                                                               |  |
| 34 | Kneppelfreed                                  | Taalstrijd met wapenstok en waterkanon. Gedenksteen Kneppelfreed                                             | 1951                             | Gedenksteen Kneppelfreed                                                  |  |
| 35 | De Elfstedentocht                             | Carnaval op het ijs                                                                                          | 1909-1997                        | Elfstedenrijder                                                           |  |
| 36 | Hendrik Algra                                 | De emancipatie van de kleine luyden                                                                          | 1920-1950                        | Hendrik Algra                                                             |  |
| 37 | Toerisme op het Wad                           | Uitwaaien op een eiland Vlieland, Terschelling, Ameland, Schiermonnikoog                                     | 1800-                            | Veerbootterminal                                                          |  |
| 38 | De ruilverkaveling                            | De invloed van een Fries voorbeelddorp Rottevalle                                                            | Tweede helft 20e eeuw            | ruilverkaveling                                                           |  |
| 39 | Industrialisatie                              | Zwaartepunt verschoven naar de Wouden. Philips in Drachten                                                   | 1949                             |                                                                           |  |
| 40 | Gerrit Benner                                 | Een Leeuwarder schilder en zijn Friese landschap                                                             | 1897-1981                        |                                                                           |  |
| 41 | Het Fries                                     | Het verhaal van een taal                                                                                     | Ca. 600 - nu                     |                                                                           |  |

De canon van Friesland en de canon van Nederland hebben één onderwerp gemeen: Eise Eisinga.